# 火星觀察者號
火星觀察者號（英語：Mars Observer）是美國國家航空暨太空總署發射的火星探測衛星，任務目標是研究火星的氣候及地質，於1992年9月25日發射升空。火星觀察者號在預計進入火星軌道的3天前失去聯絡，任務失敗。